# 10454 Вальєнар
10454 Вальєнар (10454 Vallenar) — астероїд головного поясу, відкритий 9 липня 1978 року.
Тіссеранів параметр щодо Юпітера — 3,548.
Названо на честь міста в Чилі Вальєнар (ісп. Vallenar).